# Katie Ford
Katie Ford é uma roteirista canadense-americana de cinema e televisão. Ela nasceu na cidade de Nova Iorque, mas passou a maior parte de sua infância em Toronto, Ontario, Canadá.
Seus créditos incluem o longa-metragem Miss Congeniality, os telefilmes Lucy, Little House on the Prairie e Prayers for Bobby, e as séries de televisão Family Ties, Material World, Rugrats, Desperate Housewives, Working the Engels e Michael: Tuesdays and Thursdays.
Ela é abertamente lésbica.